# The Hungry Earth
"The Hungry Earth" (intitulado "A Terra Faminta" no Brasil) é o oitavo episódio da quinta temporada da série de ficção científica britânica Doctor Who, transmitido originalmente através da BBC One e BBC HD em 22 de maio de 2010. É a primeira parte de uma história dividida em dois capítulos, sendo concluída em "Cold Blood". Ambos foram escritos por Chris Chibnall e dirigidos por Ashley Way. O episódio marca o retorno dos silurianos, uma raça humanoide semelhante a um réptil vista pela última vez em Warriors of the Deep, de 1984.
No episódio, o Doutor, um alienígena viajante do tempo interpretado por Matt Smith, e seus acompanhantes, Amy Pond (Karen Gillan), e o noivo dela, Rory Williams (Arthur Darvill), desembarcam no País de Gales em 2020, onde ocorre uma operação de perfuração liderada por Nasreen Chaudhry (Meera Syal), que acaba por destruir uma civilização de Silurianos que vivem no subsolo. Estes, por sua vez, abrem buracos na terra e sequestram Amy. Quando o Doutor e Rory também capturam uma siluriana, Alaya (Neve McIntosh), há um impasse entre os dois assentamentos, pois ambos os lados têm um refém, o que poderia desencadear uma guerra.
Os produtores executivos Steven Moffat e Piers Wenger contataram Chibnall e pediram-lhe que escrevesse um episódio de duas partes envolvendo silurianos e uma broca. Moffat desejava redesenhar os silurianos e trabalhou junto com Chibnall para criar a ideia de próteses distintas para seus rostos. Estando no quarto bloco de produção da temporada, foi filmado entre outubro e novembro de 2009, tendo como locação a vila galesa de Llanwynno. Foi assistido por 6,49 milhões de telespectadores e recebeu críticas mistas dos avaliadores. Enquanto alguns elogiaram o horror, outros notaram que a história era muito simplista; os críticos também discordaram sobre os a nova aparência dos silurianos.

## Enredo
O Doutor, Amy e Rory pousam na pequena vila galesa de Cwmtaff em 2020. Eles encontram uma operação de mineração liderada pela doutora Nasreen Chaudhry, que está estudando minerais nas profundezas da terra que não eram vistos há mais de 20 milhões de anos. Nasreen é auxiliada por um morador local, Tony Mack, cuja filha e neto, Ambrose e Elliot, estão investigando o desaparecimento de corpos no cemitério da igreja próxima. Um tremor de terra faz com que o chão ceda e Tony e Amy caem nele; Tony é resgatado, mas Amy é puxada por forças desconhecidas. O Doutor supõe que os minerais formam um sistema de defesa biorreativo acionado pela perfuração. O grupo logo é alertado para a presença de três formas de vida subindo pelo poço aberto a 21 quilômetros abaixo da terra e eles se barricam na igreja. O Doutor explica o desaparecimento de Amy para Rory e garante que a resgatará.
Descobre-se que os três seres são humanoides reptilianos e, em uma briga, capturam Elliot e atacam Tony com uma língua bifurcada venenosa; o Doutor e Rory capturam uma das criaturas enquanto os outros dois recuam com Elliot de volta à terra. O Doutor percebe que os seres são uma nova forma de silurianos e que eles cederam em seu ataque pois ambos os lados mantêm um refém. A siluriana capturada se autodenomina Alaya; ela é membro da casta guerreira, despertada pela perfuração. Alaya acredita, assim como todos os silurianos, que a Terra ainda pertence a eles, a perfuração foi uma forma de ataque dos humanos e que eles acabarão por derrotar a humanidade. Tony, sofrendo os efeitos do veneno, diz que deveriam dissecar Alaya, mas o Doutor avisa que isso seria visto como um ato de guerra. Ele então decide viajar na TARDIS poço abaixo para conversar com o resto dos silurianos e chegar a um acordo de trégua; Nasreen o acompanha.
Amy acorda e se vê amarrada a uma mesa de exame, perto de onde o marido de Ambrose, Mo, também está preso. Este explica que os silurianos pretendiam vivissecá-la, assim como fizeram com ele - acordado. Nasreen e o Doutor chegam ao subsolo esperando encontrar apenas algumas das criaturas. No entanto, os dois descobrem uma imensa civilização siluriana nas cavernas abaixo da terra.

## Produção

### Escrita e elenco

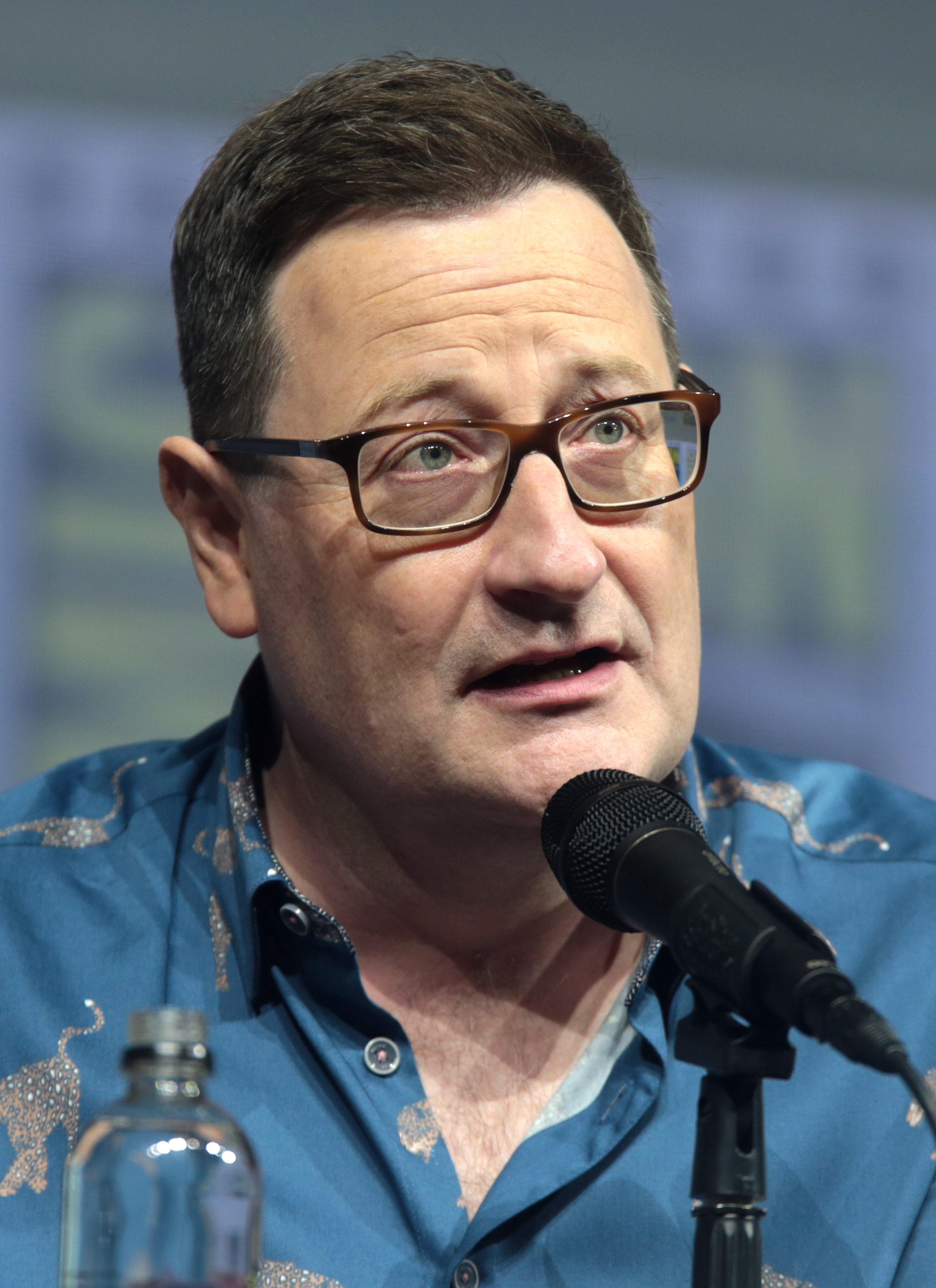
Chris Chibnall foi convidado por Steven Moffat para escrever uma história que reintroduzisse os silurianos para uma nova audiência.

O showrunner Steven Moffat contatou o roteirista Chris Chibnall pedindo-lhe que voltasse a escrever para Doctor Who. Chibnall já havia escrito o episódio "42", bem como episódios do spin-off Torchwood. Moffat e o produtor executivo Piers Wenger deram a ele a ideia dos silurianos, uma broca e que seria uma história em duas partes. Os silurianos eram vilões que já haviam aparecido no serial Doctor Who and the Silurians de 1970 e Warriors of the Deep de 1984. Para pesquisa, Chibnall leu o romance Doctor Who and the Cave Monsters e assistiu ao serial original, observando a liberdade que o escritor Malcolm Hulke levou com o romance em coisas que ele não poderia ter feito no formato televisivo. Chibnall queria que houvesse uma grande cidade siluriana em contraste com a pequena aldeia humana na superfície. Sabendo que a raça não era tão popular e recorrente como outros vilões, Moffat instruiu Chibnall a trazer as criaturas para um novo público, e o roteirista decidiu introduzi-los sem que soubessem nada sobre eles e então apresentá-los "da maneira mais emocionante e assustadora possível" para pessoas que nunca os viram antes". Chibnall também considerou trazer de volta os primos anfíbios dos silurianos, os demônios do mar, mas decidiu que fazer duas raças de monstros era muito mais difícil e a história era "tão claramente sobre os silurianos e o que eles querem".
Chibnall, gostando de quando o Doutor separa-se de seus acompanhantes, decidiu que Amy se ausentasse durante a maior parte do episódio. Moffat também achou que, no meio da temporada, era apropriado mostrar o Doutor se comportando de maneira diferente com outras pessoas. Uma cena excluída, partes da qual foram mostradas no programa de bastidores Doctor Who Confidential, foi filmada, retratando Amy discutindo com o Doutor como ela havia se visto com Rory dez anos no futuro e se isso realmente aconteceria.
Com a ausência de Amy, Chibnall pensou que Nasreen se converteu em uma acompanhante "de facto". Meera Syal, escalada como a personagem, era fã da série desde a infância e vinha tentando garantir um papel nela desde seu ressurgimento em 2005 e ficou satisfeita quando o recebeu. Syal descreveu sua personagem como "uma geóloga inovadora e de alto nível" que se tornou boa amiga do Doutor enquanto os dois admiravam a paixão um do outro.

### Filmagens e efeitos
Moffat queria que os silurianos fossem redesenhados e sem o antigo terceiro olho, já que Davros também tinha um terceiro olho e queria que eles fossem "completamente diferentes". Eles deveriam ser um ramo diferente da mesma espécie e, portanto, a versão original ainda existia. Chibnall escreveu para que os novos silurianos fossem bonitos e a intenção era que o redesenho capturasse as características dos atores e permitisse que tivessem atuações melhores e se diferenciassem. Chibnall acreditava que isso complementava o tema do episódio de como os humanos e os silurianos eram semelhantes e diferentes. Devido às próteses caras necessárias, os silurianos extras usavam máscaras faciais, o que dispensava a necessidade de cada ator retratando um siluriano receber as próteses. Chibnall também incorporou uma língua venenosa a eles.
"The Hungry Earth" e a segunda parte da história, "Cold Blood", constituíram o quarto bloco de produção da quinta temporada e foram filmados entre o final de outubro e novembro de 2009 nos Upper Boat Studios e na vila galesa de Llanwynno. Em uma entrevista, Syal afirmou que eles fizeram as filmagens em locação primeiro. A broca em si era automática e feita por computador. Para a cena em que Amy é arrastada para baixo do chão, Gillan subiu em caixas e se abaixou em um compartimento de pedra. Dois pedaços de borracha estavam na abertura do compartimento, que se expandia à medida que ela descia. Uma camada de terra foi espalhada pela borracha; as orelhas de Gillan foram tapadas com fita adesiva para garantir que terra não entrasse nelas. A atriz, inicialmente com medo de realizar a façanha, colocou um pouco de seu medo e claustrofobia na cena, pois esperava que Amy sentisse o mesmo.

## Transmissão e recepção
"The Hungry Earth" foi transmitido pela primeira vez no Reino Unido na BBC One em 22 de maio de 2010 às 18h15. O horário foi mais cedo do que o normal para dar lugar ao final de Over the Rainbow, transmitido logo depois. A audiência inicial durante a noite de estreia mostrou que o episódio foi assistido por 4,39 milhões de telespectadores na BBC One com um share de 30,8%. Com base neste número, foi o episódio com menor audiência de Doctor Who retornou em 2005. Quando a audiência final consolidada foi calculada, foi assistido por 6,49 milhões de pessoas; 6,01 na BBC One e mais 0,48 milhões de telespectadores na BBC HD. O episódio foi o nono programa mais assistido da semana e o 20.º programa em todos os canais. Recebeu um Índice de Apreciação do público de 86, considerado "excelente".
"The Hungry Earth" foi lançado na Região 2 em formato DVD e Blu-ray em 2 de agosto de 2010 junto com os episódios "Amy's Choice" e "Cold Blood". Foi então relançado como parte da coleção completa da quinta temporada em 8 de novembro do mesmo ano.

### Recepção critica
O episódio recebeu críticas mistas dos avaliadores. Dan Martin, escrevendo para o The Guardian, disse que tinha um "dilema interessante", mas, embora muitos elementos tenham sido introduzidos, "na verdade, não parece acontecer muita coisa". Ele também criticou os membros da família e acreditava que não se importava com nenhum deles além de Elliot e Nasreen, e embora a cena em que Amy foi puxada para o chão tenha sido "eficaz e comovente", a falta da personagem foi sentida no resto do episódio. No entanto, ele elogiou o departamento de próteses pelos seus silurianos redesenhados. Gavin Fuller, do The Daily Telegraph, ficou satisfeito por "não o ter decepcionado". Ele elogiou a escolha de mostrar o pacifismo do Doutor e as poucas mas memoráveis cenas de "pesadelo" de Amy. No entanto, ele não foi favorável ao desempenho de Meera Syal e considerou o redesenho do silurianos muito "radical e divorciado" de sua aparência original, principalmente a ausência de seu terceiro olho.
Patrick Mulkern, da Radio Times, deu ao episódio uma crítica positiva, dizendo que parecia um "Doctor Who clássico e adequado" em termos de "narrativa envolvente, ritmo incrível, direção assustadora, uma grande ideia... um cenário terrestre em pequena escala em um futuro próximo, personagens com os quais vale a pena se preocupar... muito conteúdo para os três protagonistas" e "um acompanhante em perigo real". Ele elogiou particularmente as atuações de Syal e Smith e também gostou do redesenho dos silurianos, dizendo que os antigos "ficariam... ridículos hoje". Embora "sentisse falta" da voz antiga de Peter Halliday, ele disse que se adaptou a Neve McIntosh. Crítico da AOL TV, Brad Trechak foi positivo em relação às comparações que poderiam ser feitas entre os conflitos ao longo da história e o conflito humano-siluriano, mas chamou o episódio de uma "oportunidade perdida". Ele sentiu que era "mais suspense e aventura do que terror", desejando que fosse mais assustador, e também comentou que era "muito simplista" e não reintroduziu os silurianos tão bem como poderia, se eles fizessem parte da história geral.
Matt Wales da IGN avaliou o episódio com uma nota 8 de 10, considerando-o como um "sucesso pequeno, mas satisfatório". Ele disse que a narrativa era "simplista" e sem muita profundidade, mas que o "forte elenco de apoio" e os "personagens simpáticos" tornavam-na uma "história revigorante e envolvente". Ele também elogiou o Doutor de Smith, que "teve um desempenho admirável" e carregou o episódio com a ausência de Amy. Ian Berriman, da SFX magazine, deu ao episódio três de cinco estrelas, ficando principalmente descontente com o redesenho dos silurianos, embora tenha sido positivo em relação ao seu "chicote de língua venenosa" e seus trajes. Ele também criticou o roteiro "desajeitado" e questionou alguns aspectos técnicos. No entanto, elogiou a cena de Amy sendo arrastada para a terra, bem como a caça de Alaya por Elliot no cemitério e a interação entre o Doutor e este último.